# 炎龍騎士團外傳 風之紋章
《炎龍騎士團外傳 風之紋章》是由漢堂國際資訊公司在1998年發行的個人電腦平台用回合制角色扮演遊戲，為該系列作品《炎龍騎士團》的第3作。
最初擬定的發行時間為1997年夏季，之後才延遲至隔年1月發行。
此遊戲除了為《炎龍騎士團》單人遊戲版系列中第一個以光碟作為儲存媒介外，並首次邀請專人為遊戲演唱主題曲。在初期發售時，另有搭配附贈限量製作的遊戲角色海報、作為促銷手法。

## 作品背景

### 劇情
於前作《炎龍騎士團II 黃金城之謎》的遊戲舞台「馬拉大陸」上，有著一名由女神與人類混血所生、名叫「蘭迪斯」的青年。
在蘭迪斯在襁褓之時，他那身份為女神的母親遭意外事件而下落不明，而父親也在長大後逝世。
就在父親逝世不久後，蘭迪斯在野外拯救了一名遭野武士襲擊的旅人。之後蘭迪斯得知該名旅人即為統治羅特帝亞王國的國王「索爾」，因按耐不住在王宮拘束的生活、才跑至外頭享受年輕時冒險的感覺。
之後蘭迪斯便在索爾的鼓舞、以及希望能找出母親失蹤的原因之下，離開了家園踏上了他的冒險。

### 角色
主要角色由蘭迪斯、以及蘭迪斯在冒險的路上遇見的神秘少女「法蓮娜」為主。而遊戲裡我方的角色人物總數目則是《炎龍騎士團》單人遊戲版系列中最少的一次。
除索爾曾是《炎龍騎士團2》出現的人物外，《炎龍騎士團外傳》裡也隨著遊戲劇情發展、穿插了數名曾在《炎龍騎士團2》登場的角色。

## 遊戲方式
遊戲方法與先前兩份炎龍系列作品相同，同樣為具備著以圖形操作、搭配華麗戰鬥畫面的回合制策略遊戲。
而《炎龍騎士團外傳》延襲先前《炎龍騎士團2》中只要符合指定的條件、便可讓角色升級為隱藏的職業，和角色們可使用專屬的攻擊招式或魔法。
在遊戲地圖上同樣安排著寶箱、隱藏寶物讓玩家們搜索，以及在商店街中透過輸入指定密碼便可進入購買特殊物品的秘密商店，與《炎龍騎士團2》稍微不同的是在《炎龍騎士團外傳》中、增加了給予玩家能找出秘密商店方法的暗示。
因《炎龍騎士團外傳》上的整體遊玩方式與《炎龍騎士團2》幾近雷同，較缺乏創新的地方也招致一些電玩雜誌遊戲評論者的批評。

## 開發成員
- 總監：趙浩然
- 遊戲企劃：王梁華、候松得、黃偉仁
- 程式編寫：林仁川
- 遊戲測試：葉文明
- 遊戲美術：王樑華、侯松得、侯麗君、張文誌、黃偉仁、隨建華、蕭敏男
- 原畫：候松得
- 3D圖形：呂金振、李傑琦
- 圖形處理 侯麗君、陳配伶、鐘佩玲
- 音樂：劉子誠
- 音效：王樑華、張文誌、蕭敏男
- 包裝設計：侯麗君、郭美荷、鐘佩玲
- 文字編輯：黃偉仁

## 遊戲主題歌
- 《蝶戀火》

作詞：林琳瑩／作曲：畢碩真／演唱：辛佩珍
我能擁有你到什麼時候
還是從來你便不屬於我
等愛的人，無盡的黑夜到白頭
等愛的人，留下唇邊胭脂一抹
你的放縱，從來沒有過承諾
我卻依舊，無端寧願犯錯
黑夜過後，無助的淚痕依舊
一生的錯，開始在認識你之後
日飛月，蝶戀火
早已忘記焚身的痛
這樣熱烈的追求
卻換來你瀟灑的走
日飛月，蝶戀火
早已忘記焚身的痛
這樣熱烈的追求
卻換來你瀟灑的走
這一切錯放的愛戀情仇
別讓我一個人獨自承受
你能玩世到甚麼時候
還是繼續留戀他與我的不同

## 反應

### 評價
電玩雜誌《CGW》中文版認為《炎龍騎士團外傳》在劇情結構、配樂品質有著不錯的表現，但是在創新度與前作《炎龍騎士團2》相比無太大變化，且有遊戲存檔方面的臭蟲、程式的人工智慧不佳、操作手冊編寫有錯誤等問題，整體表現僅給予五顆星中的兩顆星評價。
而《新遊戲時代》雜誌則評析《炎龍騎士團外傳》有著華麗、不遜於電視遊樂器的戰鬥畫面，不過缺乏更新一步的創新內容，整體表現拿下79分的評價。

### 銷售成績
- 1998年2月20日～3月10日期間銷售成績名次：第1名（電玩雜誌《軟體世界》統計）[6]
- 1998年3月國產遊戲銷售、玩家票選成績名次：第2名（電玩雜誌《新遊戲時代》統計）[7]
- 1998年3月銷售成績名次：第8名（電玩雜誌《CGW》統計）[8]

## 小說版
後續1998年10月漢堂國際資訊發行了炎龍騎士團系列的完整攻略設定集，在該設定集中附贈《炎龍騎士團外傳》的小說，該小說內容由負責該書籍文字編輯的陳穗伶撰寫。
小說版中加強遊戲中未能表現出的戀情描寫，並修改一些遊戲裡角色之間的關係。